# Oncholaimus brevicaudiculatus
Oncholaimus brevicaudiculatus is een rondwormensoort uit de familie van de Oncholaimidae.